# Жиланди (Аягозький район)
Жиланди́ (каз. Жыланды) — село у складі Аягозького району Абайської області Казахстану. Входить до складу Аягозької міської адміністрації.
Населення — 36 осіб (2021; 222 у 2009, 278 у 1999, 196 у 1989).
Національний склад станом на 1989 рік:
- казахи — 100 %

Станом на 1989 рік село мало статус станційного селища.